# Acesso à Internet
O acesso à Internet refere-se aos meios pelos quais os usuários podem conectar-se à Internet. É a capacidade de indivíduos e organizações se conectarem usando terminais de computador, computadores e outros dispositivos para acessar serviços como e-mail e a world wide web. O acesso à Internet é vendido por provedores de serviços de Internet (ISPs), fornecendo conectividade em uma ampla gama de taxas de transferência de dados por meio de várias tecnologias de rede. Muitas organizações, incluindo um número crescente de entidades municipais, também fornecem acesso sem fio e linhas fixas gratuitas.
A disponibilidade de acesso à Internet antes era limitada, mas cresceu rapidamente. Em 1995, apenas 0,04% da população mundial tinha acesso (com bem mais da metade das pessoas vivendo nos Estados Unidos da América) e o uso do consumidor era por meio de discagem. Na primeira década do vigésimo primeiro século, muitos consumidores em países desenvolvidos usavam tecnologia de banda larga mais rápida e, em 2014, 41 por cento da população mundial tinha acesso. A banda larga era quase que onipresente em todo o mundo e as velocidades de conexão média global ultrapassavam um megabit por segundo.

## História
A Internet se desenvolveu a partir da ARPANET, que foi fundada pelo governo dos Estados Unidos da América para apoiar projetos dentro do governo e em universidades e laboratórios de pesquisa nos Estados Unidos da América mas cresceu com o tempo para incluir a maioria das grandes universidades do mundo e os braços de pesquisa de muitas empresas de tecnologia.
 O uso por um público mais amplo só veio em 1995, quando as restrições ao uso da Internet para transportar tráfego comercial foram suspensas.
Do início à meados da década de 1980, a maior parte do acesso à Internet vinha de computadores pessoais e estações de trabalho diretamente conectadas à redes locais ou de conexões dial-up usando modems e linhas telefônicas analógicas. As LANs normalmente operavam à 10 megabits por segundo , enquanto as taxas de transferência de dados do modem aumentaram de 1200 bits por segundo, no início dos anos 1980, para 56 kilobits por segundo, no final dos anos 1990. Inicialmente, as conexões dial-up eram feitas de terminais ou computadores executando software de emulação de terminal para servidores de terminal em LANs. Essas conexões dial-up não suportavam o uso dos protocolos de internet de ponta a ponta e forneciam apenas conexões de terminal para host. A introdução de servidores de acesso à rede que suportam o protocolo de internet de linha serial (SLIP) e posteriormente o protocolo ponto a ponto (PPP) ampliou os protocolos de internet e disponibilizou toda a gama de serviços de  Internet aos usuários dial-up (embora mais lento, devido às taxas de transferência de dados disponíveis, usando conexões dial-up, mais baixas).
Um fator importante no rápido aumento da velocidade de acesso à Internet tem sido os avanços na tecnologia MOSFET (transistor MOS). O MOSFET, originalmente inventado por Mohamed Atalla e Dawon Kahng em 1959, é o bloco de construção das redes de telecomunicações da Internet. O laser, originalmente demonstrado por Charles H. Townes e Arthur Leonard Schawlow em 1960, foi adotado para sistemas de ondas de luz MOS por volta de 1980, o que levou a um crescimento exponencial da largura de banda da Internet. O contínuo escalonamento MOSFET, desde então, levou à duplicação da largura de banda online à cada 18 meses (lei de Edholm, que está relacionada à lei de Moore), com as larguras de banda das redes de comunicação online aumentando de bits por segundo para terabits por segundo.
O acesso à Internet banda larga, muitas vezes abreviado para apenas banda larga, é simplesmente definido como "acesso à Internet que está sempre ativado e mais rápido do que o acesso dial-up tradicional" e, portanto, cobre uma ampla gama de tecnologias. O núcleo dessas tecnologias de Internet de banda larga são circuitos digitais MOS complementares (CMOS), cujas capacidades de velocidade foram estendidas com técnicas de design inovadoras. As conexões de banda larga são normalmente feitas usando os recursos de rede ethernet integrados do computador ou usando uma placa de expansão NIC.
A maioria dos serviços de banda larga fornece uma conexão contínua "sempre ativa". Não há processo de discagem necessário e não interfere no uso de voz das linhas telefônicas. A banda larga fornece acesso aprimorado a serviços de Internet, como:
- Navegação mais rápida na web.
- Download mais rápido de documentos, fotografias, vídeos e outros arquivos grandes.
- Telefonia, rádio, televisão e videoconferência.
- Redes privadas virtuais e administração de sistema remoto.
- Jogos online, especialmente jogos de RPG multijogador online que exigem muita interação.

Na década de 1990, a  
iniciativa de proteção à infraestrutura da informação nacional, nos E.U.A., tornou o acesso à  Internet banda larga uma questão de política pública. Em 2000, a maior parte do acesso à Internet para residências era fornecida por discagem, enquanto muitas empresas e escolas usavam conexões de banda larga. Em 2000, haviam pouco menos de 150 milhões de assinaturas discadas nos 34 países membros da OECD (na época) e menos de 20 milhões de assinaturas de banda larga. Em 2005, a banda larga cresceu e a  dial-up diminuiu, de modo que o número de assinaturas era aproximadamente igual à 130 milhões de cada. Em 2010, nos países membros da OECD, mais de 90% das assinaturas de acesso à Internet eram banda larga. A banda larga cresceu para mais de 300 milhões de assinaturas e as assinaturas dial-up diminuíram para menos de 30 milhões.
As tecnologias de banda larga mais utilizadas são a ADSL e o acesso à Internet por cabo. As tecnologias mais recentes incluem a VDSL e a fibra ótica estendida para mais perto do assinante em ambas as instalações (telefone e cabo). A comunicação por fibra óptica, embora só recentemente tenha sido usada em esquemas FTTx, desempenhou um papel crucial ao permitir o acesso à Internet banda larga, tornando a transmissão de informações à taxas de dados muito altas, em distâncias mais longas, muito mais econômica do que a tecnologia de fio de cobre.
Em áreas não servidas por ADSL ou cabo, algumas organizações comunitárias e governos locais estão instalando redes Wi-Fi. O acesso à Internet sem fio, via satélite e microondas é frequentemente usada em áreas rurais, subdesenvolvidas ou outras áreas de difícil atendimento, onde o acesso à Internet com fio não está, prontamente, disponível.
As tecnologias mais recentes sendo implantadas para o acesso por banda larga fixa (estacionária) e móvel incluem WiMAX, LTE e wireless fixo.
A partir de aproximadamente 2006, o acesso à banda larga móvel ficou cada vez mais disponível no nível do consumidor utilizando tecnologias "3G" e "4G", como HSPA, EV-DO, HSPA+ e LTE.

## Disponibilidade
Além do acesso em casa, na escola e no local de trabalho, o acesso à Internet pode estar disponível em locais públicos, como bibliotecas e cibercafés, onde computadores com conexão à Internet estão disponíveis. Algumas bibliotecas fornecem estações para conectar fisicamente os laptops dos usuários às redes locais (LANs).
Os pontos de acesso à Internet sem fio estão disponíveis em locais públicos (como saguões de aeroportos), em alguns casos apenas para uso breve em pé. Alguns pontos de acesso também podem fornecer computadores operados por moedas. Vários termos são usados, como "quiosque público de Internet", "terminal de acesso público" e "telefone público da Web". Muitos hotéis também possuem terminais públicos, geralmente, pagos.
Cafés, shoppings e outros locais oferecem cada vez mais acesso sem fio às redes de computador para usuários que trazem seus próprios dispositivos habilitados para acesso sem fio, como laptops ou PDAs. Esses serviços, conhecidos como hotspots, podem ser gratuitos para todos, gratuitos apenas para clientes ou pagos. Um ponto de acesso Wi-Fi não precisa ser limitado à um local confinado, pois vários pontos combinados podem cobrir inteiramente um campus, um parque e, até mesmo, uma cidade inteira.
Além disso, o acesso à 
banda larga móvel permite que smartphones e outros dispositivos digitais se conectem à Internet a partir de qualquer local do qual uma chamada de telefone celular possa ser feita, limitados apenas às capacidades e recursos dessa rede móvel.

### Velocidade
As taxas de bits para modems dial-up variam de 110 bits por segundo (no final da década de 1950) à um máximo de 33 à 64 kilobits por segundo (V.90 e V.92) (no final da década de 1990). As conexões dial-up, geralmente, requerem o uso dedicado de uma linha telefônica. A compressão de dados pode aumentar a taxa de bits efetiva para uma conexão de modem dial-up de 220 (V.42bis) para 320 (V.44) kilobits por segundo. No entanto, a eficácia da compactação de dados é bastante variável, dependendo dos tipos de dados que estão sendo enviados, da condição da linha telefônica e de vários outros fatores. Na realidade, a taxa geral de dados, raramente, ultrapassa 150 kilobits por segundo.
As tecnologias de banda larga fornecem taxas de bits consideravelmente mais altas do que a dial-up, geralmente, sem interromper o uso regular do telefone. Várias taxas mínimas de dados e latências máximas foram usadas nas definições de banda larga, variando de 64 kilobits por segundo até 4  megabits por segundo. Em 1988, a sociedade de padrões CCITT definiu como "serviço de banda larga" canais de transmissão capazes de suportar taxas de bits maiores do que a taxa primária, que variava de cerca de 1,5 a 2 megabits por segundo. Um relatório de 2006 da OECD definiu a banda larga como tendo taxas de transferência de download de dados iguais ou superiores a 256 kilobits por segundo. Em 2015, a FCC dos Estados Unidos da América definiu como "banda larga básica" velocidades de transmissão de dados de pelo menos 25 megabits por segundo downstream (da Internet para o computador do usuário) e 3 megabits por segundo upstream (do computador do usuário para o Internet). A tendência é aumentar o limiar da definição de banda larga à medida que serviços com taxas de dados mais altas se tornam disponíveis.
Os modems dial-up com taxas de dados mais altas e muitos serviços de banda larga são "assimétricos", suportando taxas de dados muito mais altas para download (para o usuário) do que para upload (para a Internet).
As taxas de dados, incluindo aquelas fornecidas neste artigo, são, geralmente, definidas e anunciadas em termos da taxa máxima ou de pico de download. Na prática, essas taxas máximas de dados nem sempre estão disponíveis de forma confiável para o cliente. As taxas de dados de ponta a ponta reais podem ser menores devido à uma série de fatores. No final de junho de 2016, as velocidades de conexão à Internet eram, globalmente, de aproximadamente 6 megabits por segundo em média. A qualidade do link físico pode variar com a distância e, para acesso sem fio, com o terreno, o clima, a construção do prédio, o posicionamento da antena e as interferências de outras fontes de rádio. Existe a possibilidade de gargalos de rede, em qualquer lugar, no caminho do usuário final ao servidor ou serviço remoto que está sendo usado e não apenas no primeiro ou último link que fornece acesso à Internet para o mesmo.

### Congestionamento de rede
Os usuários podem compartilhar o acesso em uma infraestrutura de rede comum. Como a maioria dos usuários não usa sua capacidade de conexão completa o tempo todo, essa estratégia de agregação (conhecida como serviço contendido), geralmente, funciona bem e os usuários podem explodir em sua taxa de dados completa por breves períodos. No entanto, o compartilhamento de arquivos ponto-a-ponto (P2P) e as transmissões de vídeos de alta qualidade exigem altas taxas de dados por períodos prolongados. Isso viola essas suposições e fazem com que um serviço se torne com mais demanda (procura) do que com oferta, resultando em congestionamento e desempenho ruim. O protocolo TCP inclui mecanismos de controle de fluxo que aceleram automaticamente na largura de banda sendo usada nos períodos de congestionamento de rede. Isso é justo no sentido de que todos os usuários que experimentam o congestionamento recebem menos largura de banda, mas pode ser frustrante para os clientes e um grande problema para os ISPs. Em alguns casos, a quantidade de largura de banda realmente disponível pode cair abaixo do mínimo necessário para suportar um determinado serviço (como o de videoconferências ou o de transmissões de vídeos ao vivo), efetivamente, fazendo com que o serviço torne-se indisponível.
Quando o tráfego é particularmente pesado, um ISP pode deliberadamente acelerar a largura de banda disponível para classes de usuários ou para serviços específicos. Isso é conhecido como modelagem de tráfego e, usá-lo cuidadosamente, pode garantir uma melhor qualidade de serviço para serviços críticos até mesmo em redes extremamente ocupadas. No entanto, o uso excessivo pode levar à preocupações relacionadas ao que é justo, a neutralidade da rede e, até mesmo, acusações de censura, quando alguns tipos de tráfego são severamente ou completamente bloqueados.

### Interrupções
Um apagão da Internet pode ser causado por interrupções locais de sinalização. As rupturas de cabos de comunicações submarinos podem causar apagões ou desacelerações para grandes áreas, como aconteceu na ruptura dos cabos submarinos em 2008. Os países menos desenvolvidos são mais vulneráveis devido à um pequeno número de
links de alta capacidade. Os cabos terrestres também são vulneráveis, como em 2011, quando uma mulher que escavava sucata para ferro velho cortou a maior parte da conectividade para a Armênia. Os apagões de Internet que afetam os países (quase que inteiros) podem ser feitos pelos próprios governos como uma forma de censura na Internet. No bloqueio da Internet no Egito (em 2011), aproximadamente 93%  das redes ficaram sem acesso, na tentativa de impedir a mobilização para protestos contra o governo.
Em 25 de abril de 1997, devido à uma combinação de erro humano e erro de software, uma tabela de roteamento incorreta no MAI Network Service (um provedor de serviços de Internet
da Virginia) foi propagada em roteadores backbone e causou grande interrupção ao tráfego da Internet por algumas horas.

## Tecnologias
Quando a Internet é acessada usando um modem, os dados digitais são convertidos em analógicos para serem transmitidos através de redes analógicas, como as redes telefônicas e à cabo. Um computador ou outro dispositivo que acessa a Internet estaria conectado diretamente à um modem que se comunica com um provedor de serviços de Internet (ISP) ou a conexão com a Internet do modem seria compartilhada por uma rede local (LAN) que fornece acesso em uma área limitada, como uma casa, uma escola, um laboratório de computadores ou um prédio de escritórios.
Embora uma conexão com uma LAN possa fornecer taxas de dados muito altas dentro da LAN, a velocidade real de acesso à Internet é limitada pelo link upstream para o ISP. As LANs podem ser com fios ou sem fios. Atualmente, a ethernet através de cabos de par trançado e de Wi-Fi são as duas tecnologias mais utilizadas para construir LANs, mas o Arcnet, o token ring, o LocalTalk e o FDDI foram usados no passado, juntamente, com outras tecnologias.
Ethernet é o nome do padrão 
IEEE 802.3 para comunicação de rede local (LAN) física e Wi-Fi é o nome comercial de uma rede local sem fio (WLAN) que usa um dos padrões IEEE 802.11. Os cabos ethernet são interconectados por comutadores e roteadores. As redes Wi-Fi são construídas usando uma ou mais antenas sem fio denominadas pontos de acesso.
Muitos "modems" (modems a cabo, gateways DSL ou 
terminais de rede ótica - ONTs) fornecem a funcionalidade adicional de hospedar uma LAN para que a maior parte do acesso à Internet seja através de uma LAN, como a criada por um roteador Wi-Fi conectado à um modem ou um modem com roteador integrado (muitas vezes uma pequena LAN com apenas um ou dois dispositivos conectados). Embora as LANs sejam uma forma importante de acesso à Internet, isso levanta a questão de como e à que taxa de dados a própria LAN está conectada ao restante da
Internet global. As tecnologias descritas abaixo são utilizadas para fazer essas conexões, ou seja, como os modems dos clientes (equipamentos nas instalações do cliente) são mais frequentemente conectados aos provedores de serviços de Internet (ISPs).

### Tecnologiasdial-up

#### Acessodial-up
O acesso à Internet dial-up usa um modem e uma chamada telefônica colocada sobre a rede telefônica pública comutada (PSTN) para se conectar a um conjunto de modems operados por um ISP. O modem converte o sinal digital de um computador em um sinal analógico que viaja sobre o 
loop local de uma linha telefônica até atingir as instalações de comutação de uma empresa telefônica ou o escritório central (CO) onde é alternada para outra linha telefônica que se conecta a outro modem na extremidade remota da conexão.
Operando em um único canal, uma conexão dial-up monopoliza a linha telefônica e é um dos métodos mais lentos de acessar a Internet. O dial-up é, frequentemente, a única forma de acesso à Internet disponível nas áreas rurais, uma vez que não requer novas infraestruturas (além da rede telefônica já existente) para se conectar à Internet. Normalmente, as conexões dial-up não excedem uma velocidade de 56 kilobits por segundo, pois são feitas, principalmente, utilizando  modems que operam à uma taxa máxima de dados de 56 kilobits por segundo downstream (em direção ao usuário final) e 34 ou 48 kilobits por segundo upstream (em direção à Internet global).
O dial-up 
multilink fornece maior largura de banda através da ligação de várias conexões dial-up para acessá-las como um único canal de dados. Ele requer dois ou mais modems, linhas telefônicas e contas dial-up, bem como um ISP que suporta multiplicando (e, obviamente, as taxas de linhas e dados também são multiplicadas). Esta opção de  foi brevemente popular entre alguns usuários de alta tecnologia antes da ISDN, DSL e outras tecnologias se tornarem disponíveis. A 
Diamond e outros fornecedores criaram modems especiais para suportar o multilinking.

### Acesso à banda larga (circuitos conectados permanentemente)
O termo banda larga inclui uma ampla gama de tecnologias, todas as quais proporcionam maior taxa de dados de acesso à Internet. As seguintes tecnologias usam fios ou cabos (em contraste com a banda larga sem fio descrita posteriormente).

#### Rede digital de serviços integrados
A ISDN é um serviço telefônico comutado capaz de transportar voz e dados digitais e é um dos mais antigos métodos de acesso à Internet. A ISDN foi usada para aplicações de dados de voz, videoconferência e banda larga. A ISDN foi muito popular na Europa, mas menos comum na América do Norte. Seu uso atingiu o pico na década de 1990, antes da disponibilidade das tecnologias DSL e modem a cabo.
A taxa básica ISDN, conhecida como ISDN-BRI, tem dois canais "de apoio" (ou "b") de 64 kilobits por segundo. Esses canais podem ser usados, separadamente, para chamadas de voz ou dados ou, combinados, para fornecer um serviço de 128 kilobits por segundo. Várias linhas ISDN-BRI podem ser combinadas para fornecer taxas de dados acima de 128 kilobits por segundo. A taxa ISDN primária, conhecida como ISDN-PRI, possui 23 canais de apoio (de 64 kilobits por segundo cada) para uma taxa de dados combinada de, aproximadamente, 1,5 megabits por segundo (padrão dos Estados Unidos América). Uma linha ISDN E1 (padrão europeu) tem 30 canais portadores e uma taxa de dados combinada de, aproximadamente, 1,9 megabits por segundo.

#### Linhas alugadas
As 
linhas alugadas são linhas dedicadas usadas principalmente por ISPs, negócios e outras grandes empresas para conectar LANs e redes de campus à Internet usando a infraestrutura existente da rede de telefônia pública ou outros provedores. Entregues por fio, fibra óptica e rádio, as linhas alugadas são usadas para fornecer acesso direto à Internet, bem como os blocos de construção a partir dos quais várias outras formas de acesso à Internet são criadas.
A tecnologia T-carrier data de 1957 e fornece taxas de dados que variam de 56 e 64 kilobits por segundo (DS0) à 1,5 megabits por segundo (DS1 ou T1), ou à 45 megabits por segundo (DS3 ou T3). Uma linha T1 carrega 24 canais de voz ou dados (24 DS0s), para que os clientes possam usar alguns canais para dados e outros para tráfego de voz ou usar todos os 24 canais, puramente, para dados. Uma linha DS3 (T3) transporta 28 canais DS1 (T1). As linhas T1 fracionárias também estão disponíveis em múltiplos de um DS0 para fornecer taxas de dados entre 56 e 1500 kilobits por segundo. As linhas T-carrier exigem equipamentos de terminação especiais que podem ser separados ou integrados em um roteador ou comutador e que podem ser comprados ou alugados de um ISP. No Japão, o padrão equivalente é o J1/J3. Na Europa, um padrão ligeiramente diferente, o E-carrier, fornece 32 canais de usuário (de 64 kilobits por segundo cada) em um E1 (2,0 megabits por segundo) e 512 canais de usuário ou 16 E1s em um E3 (34,4 megabits por segundo).
A rede óptica síncrona (SONET, nos Estados Unidos da América e no Canadá) e a hierarquia digital síncrona (SDH, no restante do mundo) são os protocolos de multiplexação padrão usados para transportar fluxos de  bits digitais de alta taxa de dados através de fibras ópticas usando lasers ou luz altamente coerente de diodos emissores de luz (LEDs). Em taxas de transmissão mais baixas, os dados também podem ser transferidos por meio de uma interface elétrica. A unidade básica de enquadramento é um 
OC-3c (óptico) ou um STS-3c (elétrico) que transporta 155,520 megabits por segundo. Assim, um OC-3c transportará três cargas OC-1 (51,84 megabits por segundo), cada uma com capacidade suficiente para incluir um DS3 completo. As taxas de dados mais altas são entregues em múltiplos de quatro OC-3cs  fornecendo o OC-12c (622,080 megabits por segundo), o OC-48c (2,488 gigabits por segundo), o OC-192c (9,953 gigabits por segundo) e o OC-768c (39,813 gigabits por segundo). O "c" no final dos rótulos OC representa "concatenado" e indica um único fluxo de dados, em vez de vários fluxos de dados multiplexados.
Os padrões ethernet gigabit IEEE 802.3 de 1, 10, 40 e 100 (GbE, 10 GbE,  40/100 GbE) permitem que os dados digitais sejam entregues à distâncias de até 100 metros pela fiação de cobre e 40 quilômetros
através de fibras ópticas.

#### Acesso àInterneta cabo
A Internet a cabo fornece acesso à Internet através de um modem a cabo em fiação coaxial de fibra híbrida originalmente desenvolvida para transportar sinais de televisão. Tanto o cabo de fibra ótica quanto o cabo coaxial de cobre podem conectar um nó local de um cliente à uma conexão conhecida como conexão a cabo. Em um sistema de terminação de modem a cabo, todos os nós, dos assinantes em uma vizinhança, se conectam à central da empresa (conhecida como "head end"). Então a empresa que presta os serviços se conecta à Internet através de uma variedade de meios (cabeamento de fibra ótica, satélites digitais e transmissões de microondas). Como a DSL, o cabo de banda larga fornece uma conexão ininterrupta com um ISP.
As taxas de bits downstream, em direção ao usuário, podem chegar à 1000 megabits por segundo em alguns países, com o uso do DOCSIS 3.1. O tráfego upstream, originado do usuário, varia de 384 kilobits por segundo à mais de 50 megabits por segundo. O DOCSIS 4.0 promete até 10 gigabits por segundo no downstream e 6 gigabits por segundo no upstream, no entanto, essa tecnologia ainda não foi implementada no mundo real. O acesso banda larga a cabo tende a atender menos clientes comerciais porque as redes de televisão a cabo existentes tendem a atender prédios residenciais (edifícios comerciais nem sempre incluem fiação para redes de cabos coaxiais). Além disso, como os assinantes de banda larga a cabo compartilham a mesma linha local, as comunicações podem ser interceptadas por assinantes vizinhos. Redes a cabo regularmente fornecem esquemas de criptografia para dados que trafegam de e para clientes, mas esses esquemas podem ser frustrados.

#### Linha de assinante digital (DSL,ADSL,SDSLeVDSL)
O serviço de linha de assinante digital (DSL) fornece uma conexão com a Internet por meio da rede telefônica. Ao contrário da dial-up, a DSL pode operar usando uma única linha telefônica sem impedir o uso normal da linha telefônica para chamadas de voz. A DSL usa as frequências altas, enquanto as frequências baixas (audíveis) da linha são deixadas livres para comunicação 
telefônica regular. Essas bandas de frequência são posteriormente separadas por filtros instalados nas instalações do cliente.
O acrônimo DSL, originalmente, significava "link de assinante digital". No mercado de telecomunicações, o termo linha de assinante digital é amplamente entendido como uma linha de assinante digital assimétrica (ADSL), a variedade de DSL mais comumente instalada. A taxa de transferência de dados de serviços DSL de consumidor normalmente varia de 256 kilobits por segundo a 20 megabits por segundo na direção do cliente (downstream), dependendo da tecnologia DSL, condições de linha e implementação de nível de serviço. Em ADSL, a taxa de transferência de dados na direção upstream (ou seja, na direção do provedor de serviços) é menor do que na direção downstream (ou seja, para o cliente), daí a designação de assimétrico. Com uma linha de assinante digital simétrica (SDSL), as taxas de dados downstream e upstream são iguais.
A linha de assinante digital de taxa de bits muito alta (VDSL ou VHDSL, ITU G.993.1) é uma linha de assinante digital (DSL) padrão aprovada em 2001 que fornece taxas de dados de até 52 megabits por segundo downstream e 16 megabits por segundo upstream sobre fios de cobre e até 85 megabits por segundo downstream e upstream no cabo coaxial. O VDSL é capaz de suportar aplicativos como televisão de alta definição, bem como serviços de telefonia (voz sobre IP) e acesso geral à Internet, em uma única conexão física.
A VDSL2 (ITU-T G.993.2) é uma versão de segunda geração e um aprimoramento da VDSL. Aprovada em fevereiro de 2006, ela é capaz de fornecer taxas de dados superiores a 100 megabits por segundo, simultaneamente, nas direções upstream e downstream. No entanto, a taxa de dados máxima é alcançada em uma faixa de cerca de 300 metros e o desempenho diminui conforme a distância e a atenuação do link aumentam.

#### AnéisDSL
Anéis DSL (DSLR) ou anéis DSL combinados é uma topologia anel que utiliza a tecnologia DSL através de fios telefônicos de cobre existentes para fornecer taxas de dados de até 400 megabits por segundo.

#### Fibra para casa
A FTTH (fibra para casa) é um membro da família FTTx (fibra para x) que inclui, FTTB (fibra para edifício ou subsolo), FTTP (fibra para estabelecimento), FTTD (fibra para mesa da trabalho), FTTC (fibra para rua) e FTTN (fibra para ponto de conexão). Todos esses métodos, através de fibras ópticas, aproximam as informações (os dados) do usuário final. As diferenças entre os métodos têm a ver, principalmente, com quão próximo do usuário final chega a entrega em fibra. Todos esses métodos de entrega são semelhantes, em função e arquitetura, aos sistemas híbridos de fibra coaxial (HFC) usados para fornecer acesso à Internet a cabo. As conexões de acesso à Internet através  de fibra óptica para clientes, são do tipo AON (rede óptica ativa) ou, mais comumente, PON (rede óptica passiva). Exemplos de padrões de acesso à Internet através de fibras ópticas são o G.984 (GPON, G-PON) e o 10G-PON (XG-PON). Em vez disso, os ISPs podem usar a metro Ethernet para clientes corporativos e institucionais.
O uso de fibra óptica oferece taxas de dados muito mais altas em distâncias relativamente maiores. A maioria dos backbones de alta capacidade da Internet e televisão a cabo já usa tecnologia de fibra óptica, com dados comutados (trocados) para outras tecnologias (DSL, cabo, LTE) para entrega final aos clientes.
Em 2010, a Austrália começou a implantar sua rede nacional de banda larga, em todo o país, usando cabos de fibra óptica para 93 por cento das residências, escolas e empresas australianas.  O projeto foi abandonado pelo governo LNP subsequente, em favor de um projeto FTTN híbrido, que acabou sendo mais caro e introduziu atrasos. Esforços semelhantes estão em andamento na Itália, no Canadá, na Índia e em muitos outros países.

#### Internetatravés da rede elétrica
A Internet através da rede elétrica, também conhecida como banda larga através da rede elétrica (BPL), transporta dados da Internet em um condutor que também é usado para transmissão de energia elétrica. Devido à extensa infraestrutura de linhas de energia já instaladas, essa tecnologia pode fornecer acesso à Internet para pessoas em áreas rurais (e de baixa população) com baixo custo em termos de novos equipamentos de transmissão, cabos ou fios. As taxas de dados são assimétricas e, geralmente, variam de 256 kilobits por segundo à 2,7 megabits por segundo.
Como esses sistemas usam partes do espectro de rádio alocadas para outros serviços de comunicação através do ar, a interferência entre os serviços é um fator limitante na introdução de sistemas de acesso à Internet através  da rede elétrica. O padrão IEEE P1901 especifica que todos os protocolos de linha de energia devem detectar o uso existente e evitar interferir nele.
O acesso à Internet através da rede de elétrica se desenvolveu mais rapidamente na Europa do que nos Estados Unidos da América, devido à uma diferença histórica nas filosofias de projeto de sistemas de energia. Os sinais de dados não podem passar pelos transformadores utilizados para reduzir a tensão usados e, portanto, um repetidor deve ser instalado em cada transformador. Nos Estados Unidos da América, um transformador atende à um pequeno aglomerado de uma à algumas casas. Na Europa, é mais comum para um transformador, um pouco maior, atender à aglomerados maiores (de 10 à 100 casas). Assim, uma cidade típica dos Estados Unidos da América requer uma ordem de magnitude de mais repetidores do que uma cidade europeia comparável.

#### ATMe retransmissor de quadros
O modo de transferência assíncrona (ATM) e o retransmissor de quadros são padrões de rede (WAN) que podem ser usados para fornecer acesso à Internet diretamente ou como blocos de construção de outras tecnologias de acesso. Por exemplo, muitas implementações DSL usam uma camada ATM sobre a camada do fluxo binário  (bitstream) de baixo nível para permitir uma série de tecnologias diferentes sobre o mesmo link. As LANs do cliente são, normalmente, conectadas à um comutador ATM ou um nó de retransmissão de quadros usando linhas alugadas em uma ampla gama de taxas de dados.
Mesmo sendo amplamente utilizado, com o advento do ethernet sobre fibra óptica, da MPLS, das VPNs e dos serviços de banda larga, como modem a cabo e DSL, o ATM e o retransmissor de quadros não atuam mais no papel proeminente que atuavam no passado.

### Acesso de banda larga sem fio
A banda larga sem fio é usada para fornecer acesso fixo e móvel à Internet com as seguintes tecnologias.

#### Banda larga de satélite

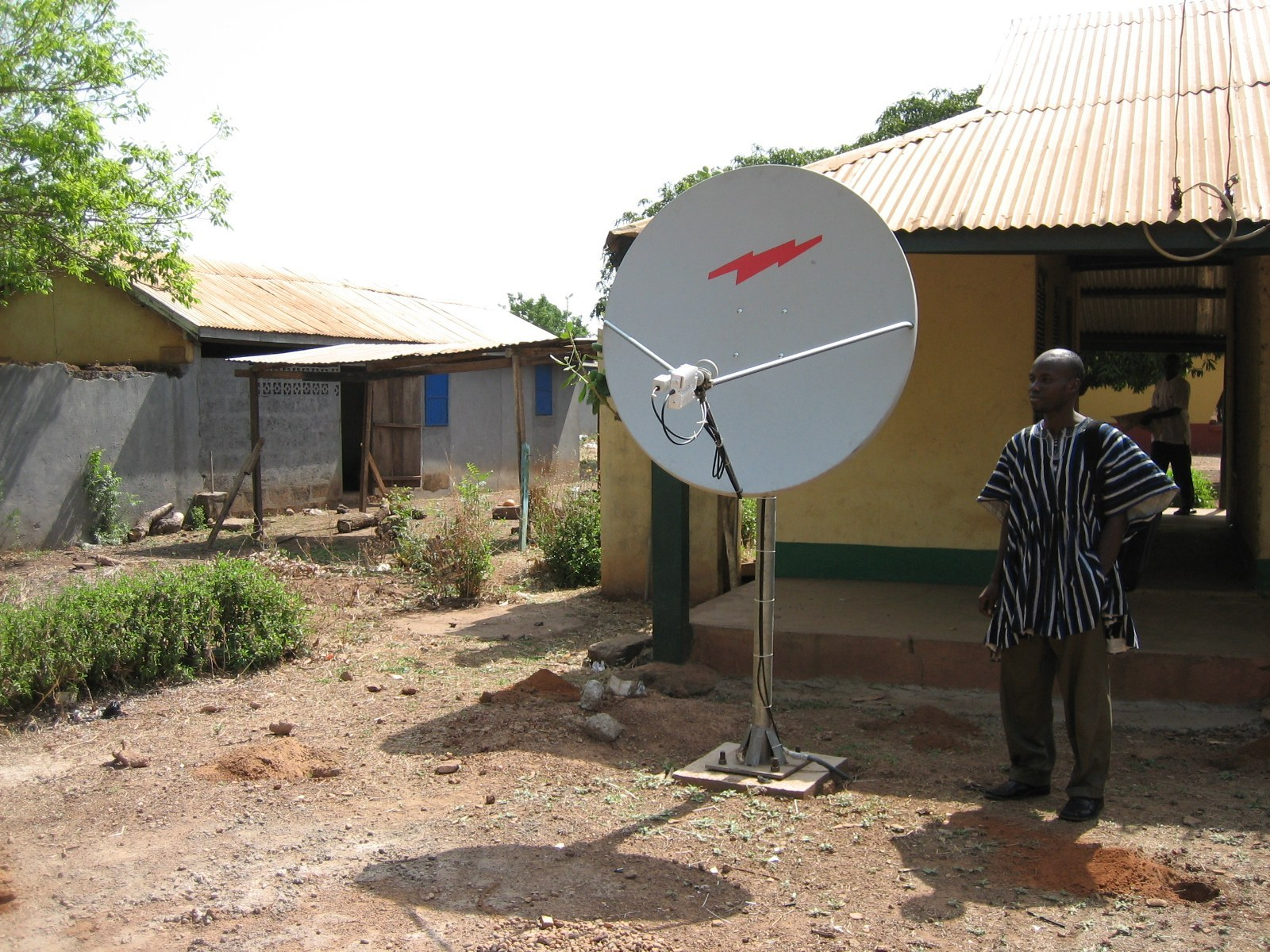
Acesso à Internet via satélite VSAT em Gana.

O acesso à Internet via satélite fornece acesso fixo, portátil e móvel à Internet. As taxas de dados variam de 2 kilobits por segundo à 1 gigabit por segundo downstream e de 2 kilobits por segundo à 10 megabits por segundo upstream. No hemisfério norte, as antenas parabólicas exigem uma linha clara de visão ao céu sul, devido à posição equatorial de todos os satélites geoestacionários. No hemisfério sul, esta situação é inversa, e as antenas parabólicas são apontadas para o norte. O serviço pode ser adversamente afetado por umidade, chuva e neve (rain fade). O sistema requer uma antena direcional cuidadosamente apontada.
Os satélites na órbita da terra geoestacionária (GEO) operam em posição fixa, 35.786 quilômetros (22.236 milhas) em cima da linha do Equador. Na velocidade da luz (cerca de 300.000 quilômetros ou 186.000 milhas por segundo), leva um quarto de segundo para um sinal de rádio viajar da Terra para o satélite e voltar. Quando outros atrasos de comutação e roteamento são adicionados e os atrasos são duplicados para permitir uma transmissão completa de ida e volta, o atraso total pode ser de 0,75 à 1,25 segundos. Essa latência é grande quando comparada à outras formas de acesso à Internet com latências típicas que variam de 0,015 à 0,2 segundos. As latências longas afetam negativamente alguns aplicativos que exigem uma resposta em tempo real, principalmente jogos on-line, voz sobre IP e dispositivos de controle remotos. O ajuste TCP  e técnicas de 
aceleração TCP podem mitigar alguns desses problemas. Os satélites GEO não cobrem as regiões polares da Terra. As empresas Hughesnet, Exede, AT&T e Dish Network possuem sistemas GEO.
Satélites em órbita terrestre baixa (LEO, abaixo de 2.000 quilômetros ou 1.243 milhas) e em órbita terrestre média (MEO, entre 2.000 e 35.786 quilômetros ou 1.243 e 22.236 milhas) são menos comuns, operam em altitudes mais baixas e não estão fixos em sua posição acima da Terra. Por causa de sua altitude mais baixa, mais satélites e veículos de lançamento são necessários para cobertura mundial. Isso torna o investimento inicial necessário muito grande, o que inicialmente fez com que a OneWeb e a Iridium declarassem falência. No entanto, suas altitudes mais baixas permitem latências mais baixas e velocidades mais altas, o que torna as aplicações de Internet interativas em tempo real mais viáveis. Os sistemas LEO incluem a Globalstar, a Starlink, a OneWeb e a Iridium. A constelação O3b MEO é um sistema de órbita terrestre média com uma latência de 125 milissegundos. 

#### Banda larga móvel
Banda larga móvel é o termo de mercado para acesso à  Internet sem fio fornecido por meio de torres de telefonia móvel (redes de telefonia celular) para computadores, telefones móveis (chamados de "telefones celulares" na América do Norte e África do Sul e "telefones de mão" na Ásia) e outros dispositivos digitais usando modems portáteis. Alguns serviços móveis permitem que mais de um dispositivo seja conectado à Internet usando uma única conexão de celular usando um processo chamado tethering. O modem pode ser embutido em laptops, tablets, telefones móveis e outros dispositivos, adicionado à alguns dispositivos usando PC cards, 
modems USB e dispositivos ou  dongles USB, ou modems sem fio separados podem ser usados.
Novas tecnologias e infraestruturas de telefonia móvel são introduzidas periodicamente e geralmente envolvem uma mudança na natureza fundamental do serviço, tecnologia de transmissão não compatível com versões anteriores, picos de taxas de dados mais altos, novas bandas de frequência e largura de banda de frequência de canal, em Hertz, mais ampla torna-se disponível. Essas transições são chamadas de gerações. Os primeiros serviços de dados móveis foram disponibilizados durante a segunda geração (2G).
| Taxa de dados em kilobits por segundo (kbps) | downstream e upstream | downstream e upstream |
| · GSM CSD                                    | 9,6                   | 9,6                   |
| · CDPD                                       | até 19,2              | até 19,2              |
| · GSM GPRS (2.5G)                            | de 56 à 115           | de 56 à 115           |
| · GSM EDGE (2.75G)                           | até 237               | até 237               |

| Taxas de dados em megabits por segundo (Mbps) | downstream | upstream   |
| · UMTS W-CDMA                                 | 0,4        | 0,4        |
| · UMTS HSPA                                   | 14,4       | 5,8        |
| · UMTS TDD                                    | 16         | 16         |
| · CDMA2000 1xRTT                              | 0,3        | 0,15       |
| · CDMA2000 EV-DO                              | 2,5 à 4,9  | 0,15 à 1,8 |
| · GSM EDGE-Evolution                          | 1,6        | 0,5        |

| Taxas de dados em megabits por segundo (Mbps) | Taxas de dados em megabits por segundo (Mbps)             | downstream | upstream  |
| ·                                             | HSPA+                                                     | 21 à 672   | 5,8 à 168 |
| ·                                             | WiMax móvel (802.16)                                      | 37 à 365   | 17 à 376  |
| ·                                             | LTE                                                       | 100 à 300  | 50 à 75   |
| ·                                             | LTE Advanced:                                             |            |           |
|                                               | · movendo-se em velocidades mais altas                    | 100        | 100       |
|                                               | · não se movendo ou se movendo em velocidades mais baixas | até 1000   | até 1000  |
| ·                                             | MBWA (802.20)                                             | 80         | 80        |

As taxas de dados downstream (para o usuário) e upstream (para a Internet) descritas são taxas de pico (ou máximas) e os usuários finais, normalmente, experimentarão taxas de dados mais baixas.
O WiMax foi originalmente desenvolvido para fornecer serviço fixo sem fio (a mobilidade sem fio adicionada em 2005). CDPD, CDMA2000 EV-DO e MBWA não estão mais sendo desenvolvidos ativamente.
Em 2011, 90% da população mundial vivia em áreas com cobertura 2G, enquanto 45% vivia em áreas com cobertura 2G e 3G.
O 5G foi projetado para ser mais rápido e ter menor latência do que seu antecessor, o 4G. Pode ser usado para banda larga móvel em smartphones ou modems separados que emitem WiFi ou podem ser conectados via USB a um computador, ou para wireless fixo.

#### Sem fio fixo
São conexões de acesso à Internet sem fio fixas que não usam um satélite nem são projetadas para suportar equipamentos em movimento (como smartphones). Devido ao uso de equipamentos dentro das instalações do cliente, não podem ser movidas por uma área geográfica significativa sem perder o sinal de cobertura do ISP. Banda larga sem fio de micro ondas ou 5G podem ser usadas para redes sem fio fixas.

##### WiMAX
A interoperabilidade mundial para acesso via microondas (WiMAX) é um conjunto de implementações interoperáveis de padrões de rede sem fio da família IEEE 802.16 certificado pelo Forum WiMAX. Ele permite "o fornecimento de acesso de banda larga sem fio de última milha como uma alternativa ao cabo e à DSL". O padrão IEEE 802.16 original, agora chamado de "WiMAX fixo", foi publicado em 2001 e fornecia taxas de dados de 30 à 40 megabits por segundo. O suporte à mobilidade foi adicionado em 2005. Uma atualização de 2011 fornece taxas de dados de até 1 gigabit por segundo para estações fixas. O WiMax oferece uma rede de área metropolitana com um raio de sinal de cerca de 50 quilômetros (30 milhas), ultrapassando de longe o alcance sem fio de 30 metros (100 pés) de uma rede de área local (LAN) Wi-Fi convencional. Os sinais WiMAX também penetram nas paredes dos edifícios com muito mais eficácia do que o Wi-Fi. O WiMAX é mais, frequentemente, usado como um padrão sem fio fixo.
O 802.11a/b/g/n/ac tradicional é um serviço omnidirecional não licenciado projetado para abranger entre 100 e 150 metros (300 à 500 pés). Ao focar o sinal de rádio usando uma antena direcional (onde permitido pelos regulamentos), o 802.11 pode operar de forma confiável em uma distância de muitos quilômetros (milhas), embora os requisitos de linha de visão da tecnologia dificultem a conectividade em áreas com terreno montanhoso ou densamente folheado. Além disso, em comparação com a conectividade com fio, existem riscos de segurança (a menos que protocolos de segurança robustos estejam ativados). As taxas de dados são, geralmente, mais lentas (2 à 50 vezes mais lentas) e a rede pode ser menos estável (devido à interferência de outros dispositivos sem fio e outras redes, clima e problemas de campo de "visão").
Com a crescente popularidade de dispositivos de consumo não relacionados operando na mesma banda de 2,4 GHz, muitos provedores migraram para a 
banda ISM de 5 GHz. Se o provedor de serviços detém a licença de espectro necessária, ele também pode reconfigurar várias marcas de hardware Wi-Fi de mercado para operar em sua própria banda, em vez das lotadas não licenciadas. O uso de frequências mais altas traz várias vantagens:
- os órgãos reguladores, normalmente, permitem mais potência e o uso de (melhores) antenas direcionais.
- existe muito mais largura de banda para compartilhar, permitindo melhor rendimento e melhor coexistência.
- há menos dispositivos de consumo que operam em 5 GHz do que em 2,4 GHz, portanto, menos interferentes estão presentes.
- os comprimentos de onda mais curtos não se propagam tão bem através de paredes e outras estruturas (logo, pouquíssimos são os vazamentos de interferência para fora das casas dos consumidores).

Tecnologias proprietárias, como a
Motorola Canopy & Expedience, podem ser usadas por um WISP para oferecer acesso sem fio à mercados rurais e outros mercados que são difíceis de alcançar usando Wi-Fi ou WiMAX. Existem várias empresas que fornecem este serviço.

##### Serviço de distribuição local multiponto (LMDS)
O serviço de distribuição local multiponto (LMDS) é uma tecnologia de acesso sem fio de banda larga que usa sinais de micro-ondas operando entre 26 e 29 GHz. Originalmente projetado para transmissão de televisão digital (DTV), é concebido como uma tecnologia ponto a multiponto sem fio fixa para utilização na última milha. As taxas de dados variam de 64 kilobits por segundo à 155 megabits por segundo.  A distância é, normalmente, limitada à cerca de 1,5 milhas (2,4 quilômetros), mas links de até 5 milhas (8 quilômetros) da estação base são possíveis em algumas circunstâncias.
O LMDS foi superado em potencial tecnológico e comercial pelos padrões LTE e WiMAX.

### Redes de acesso híbrido
Em algumas regiões, principalmente em áreas rurais, o comprimento das linhas de cobre torna difícil para as operadoras de rede fornecer serviços de alta largura de banda. Uma alternativa é combinar uma rede de acesso fixo, normalmente xDSL, com uma rede sem fio, geralmente LTE. O fórum da banda larga padronizou uma arquitetura para tais redes de acesso híbrido.

### Alternativas não comerciais para uso de serviços deInternet

#### Redes sem fio de movimentos comunocêntricos
A implantação de vários pontos de acesso Wi-Fi adjacentes, às vezes, é usada para criar redes sem fio em toda a cidade. Geralmente é solicitada, pelo município local, à WISPs comerciais.
Os movimentos comunocêntricos também levaram à ampla implantação de redes comunitárias sem fio em vários países, tanto em desenvolvimento quanto desenvolvidos. As instalações rurais de ISPs sem fio, normalmente, não são comerciais por natureza. Em vez disso, são uma colcha de retalhos de sistemas construídos por amadores montando antenas em torres e mastros de rádio, silos de armazenamento agrícola, árvores muito altas ou quaisquer outros objetos altos disponíveis.
Onde a regulamentação do espectro de rádio não é amigável à comunidade, ou os canais estão lotados ou quando o equipamento não pode ser fornecido pelos residentes locais, a comunicação óptica em espaço livre também pode ser implantada, de maneira semelhante, para transmissão ponto a ponto no ar (em vez de cabo de fibra óptica).

#### Rádio pacote
O rádio pacote conecta computadores ou redes inteiras operadas por rádios amadores com a opção de acesso à Internet. Observe que, de acordo com as regras regulatórias descritas na licença HAM, o acesso à Internet e ao correio eletrônico deve estar estritamente relacionado às atividades de amadores de hardware.

#### Sneakernet
Em uma rede (de trabalho) como na Internet ou ethernet, o termo "língua na bochecha" (uma brincadeira irônica) refere-se ao uso do tênis como mecanismo de transporte de dados.
Para quem não tem acesso ou não pode pagar a banda larga em casa, o download de grandes arquivos e a disseminação da informação se dá por transmissão através das redes do local de trabalho ou da biblioteca, levado para casa e compartilhado com os vizinhos por sneakernet. O cubano El Paquete Semanal é um exemplo organizado disso.
Existem vários aplicativos ponto a ponto descentralizados e tolerantes à atrasos que visam automatizar isso totalmente. Esses aplicativos utilizam qualquer interface disponível, tanto as do tipo sem fio (como bluetooth, Wi-Fi, P2P ou hotspots) quanto as do tipo fisicamente conectadas (armazenamento USB, Ethernet, etc.).
As Sneakernets também podem ser usadas em conjunto com a transferência de dados da rede de computadores para aumentar a segurança dos dados ou o rendimento geral para os casos de uso de conjuntos de dados extremamente grandes. A inovação continua na área até hoje. Por exemplo, a AWS anunciou recentemente o Snowball e o processamento de dados em massa também é feito de maneira semelhante por muitos institutos de pesquisa e agências governamentais.

## Preços e gastos
O acesso à Internet é limitado pela relação entre preços e recursos disponíveis para gastar. Com relação a este último, estima-se que 40% da população mundial tem menos de US $ 20 por ano disponíveis para gastar em tecnologias da informação e comunicação (TICs). No México, os 30% mais pobres da sociedade contam com uma estimativa de US$ 35 por ano (US$ 3 por mês) e no Brasil, os 22% mais pobres da população contam com apenas US$ 9 por ano para gastar em TICs (US$ 0,75 por mês). Da América Latina, sabe-se que a fronteira entre as TICs como um bem de necessidade e as TICs como um bem de luxo gira em torno do “número mágico” de US$ 10 por pessoa por mês, ou US$ 120 por ano. Esta é a quantidade de gastos com TICs que as pessoas consideram uma necessidade básica. Os preços atuais de acesso à  Internet excedem amplamente os recursos disponíveis em muitos países.
Os usuários dial-up pagam os custos para fazer chamadas locais ou de longa distância, geralmente pagam uma taxa de assinatura mensal e podem estar sujeitos à cobranças
adicionais, de seu ISP, por minuto ou baseadas no tráfego e limites de tempo de conexão. Embora menos comum hoje do que no passado, algum acesso dial-up é oferecido "gratuitamente" em troca de assistir à anúncios, em banners, como parte do serviço dial-up. NetZero, BlueLight, Juno, Freenet (NZ) e Free-nets são exemplos de serviços que oferecem acesso gratuito. Algumas redes comunitárias sem fio continuam a tradição de fornecer acesso gratuito à Internet.
O acesso à Internet em banda larga fixa é frequentemente vendido sob um modelo de preço "ilimitado" ou de taxa fixa. O preço é determinado pela taxa máxima de dados escolhida pelo cliente, em vez de uma tarifa por minuto ou baseada no tráfego. Tarifas por minuto, com base no tráfego e com limites de tráfego são comuns para o acesso à Internet via banda larga móvel.
Serviços de Internet como Facebook, Wikipédia e Google criaram programas especiais de parcerias, com operadoras de rede móvel (OMRs), para introduzir uma taxa zero de custo para seus dados, como um meio de fornecer seus serviços de forma mais ampla aos mercados em desenvolvimento.
Com o aumento da demanda do consumidor por conteúdo de transmissao (streaming), como vídeo sob demanda e compartilhamento de arquivos ponto a ponto, a demanda por largura de banda aumentou rapidamente e, para alguns ISPs, o modelo de preço fixo pode se tornar insustentável. No entanto, com custos fixos estimados para representar 80 à 90% do custo de fornecimento de serviço de banda larga, o custo marginal para transportar tráfego adicional é baixo. A maioria dos ISPs não divulga seus custos, mas o custo para transmitir um gigabyte de dados em 2011 foi estimado em cerca de US$ 0,03.
Alguns ISPs estimam que um pequeno número de seus usuários consome uma porção desproporcional da largura de banda total. Em resposta, alguns ISPs estão considerando, experimentando ou implementaram combinações de preços com base no tráfego, hora do dia ou preços de "pico" e "fora do pico" e limites de largura de banda ou tráfego. Outros afirmam que, como o custo marginal de largura de banda extra é muito pequeno, com 80 à 90 por cento dos custos fixos, independentemente do nível de uso, essas etapas são desnecessárias ou motivadas por outras preocupações além do custo de entrega de largura de banda ao usuário final.
No Canadá, a Rogers Hi-Speed Internet e a Bell Canada impuseram limites de dados. Em 2008, a Time Warner começou a experimentar preços baseados no uso (em Beaumont, Texas) e, em 2009, empenhou-se para expandir tal prática na área de Rochester (Nova Iorque). Entretanto, encontrou resistência pública e abandonou a aplicação. Em 1 de agosto de 2012 (em Nashville, Tennessee) e em 1 de outubro de 2012 (em Tucson, Arizona), a Comcast começou os testes que impõem limites de dados. Em Nashville, exceder o limite de 300 gigabytes exigia uma compra temporária de 50 gigabytes de dados adicionais.

## Exclusão digital
Apesar de seu tremendo crescimento, o acesso à Internet não é distribuído igualmente dentro ou entre os países. A exclusão digital refere-se à “lacuna entre as pessoas com acesso efetivo às tecnologias de informação e comunicação (TIC) e aquelas com acesso muito limitado ou nenhum”. A lacuna entre as pessoas com acesso à Internet e as que não têm é um dos muitos aspectos da exclusão digital. O fato de alguém ter acesso à Internet pode depender muito da situação financeira, da localização geográfica e das políticas governamentais. “As populações de baixa renda, rurais e minoritárias têm recebido um escrutínio especial como os "pobres" tecnológicos.
As políticas governamentais desempenham um papel tremendo em levar o acesso à Internet ou limitá-lo à grupos, regiões e países carentes. Por exemplo, no Paquistão, que segue uma política agressiva de TI com o objetivo de impulsionar sua modernização econômica, o número de usuários da Internet cresceu de 133.900 (0,1% da população) em 2000 para 31 milhões (17,6% da população) em 2011. Na Coreia do Norte, há relativamente pouco acesso à Internet devido ao medo dos governos da instabilidade política que pode acompanhar os benefícios do acesso à Internet global.
O embargo comercial dos Estados Unidos da América é uma barreira que limita o acesso à
Internet em Cuba.
O acesso à computadores é um fator dominante na determinação do nível de acesso à Internet. Em 2011, nos países em desenvolvimento, 25% das famílias tinham um computador e 20% tinham acesso à Internet, enquanto nos países desenvolvidos os números eram de 74% representando as famílias que tinham um computador e 71% representando as que tinham acesso à Internet.A maioria das pessoas nos países em desenvolvimento não tem acesso à Internet. Cerca de 4 bilhões de pessoas não têm acesso à Internet. Quando a compra de computadores foi legalizada em Cuba (em 2007), a propriedade privada de computadores disparou (haviam 630.000 computadores disponíveis na ilha em 2008, um aumento de 23% em relação a 2007).
O acesso à Internet mudou a maneira como muitas pessoas pensam e se tornou parte integrante da vida econômica, política e social das pessoas. As Nações Unidas reconheceram que fornecer acesso à Internet a mais pessoas no mundo lhes permitirá tirar proveito das “oportunidades políticas, sociais, econômicas, educacionais e de carreira” disponíveis na Internet. Vários dos 67 princípios adotados na Cúpula Mundial sobre a Sociedade da Informação, convocada pelas Nações Unidas em Genebra (2003), tratam diretamente da exclusão digital. Para promover o desenvolvimento econômico e a redução da exclusão digital, planos nacionais de banda larga foram e estão sendo desenvolvidos para aumentar a disponibilidade de acesso à Internet de alta velocidade à preços acessíveis em todo o mundo.

### O crescimento no número de usuários
O acesso à Internet cresceu de cerca de 10 milhões de pessoas em 1993, para quase 40 milhões em 1995, 670 milhões em 2002 e 2,7 bilhões em 2013. Com a saturação do mercado, o crescimento no número de usuários da Internet está diminuindo nos países industrializados, mas continua na Ásia, África, América Latina, Caribe e Oriente Médio.
Haviam cerca de 600 milhões de assinantes de banda larga fixa e quase 1 bilhão e 200 milhões de assinantes de banda larga móvel em 2011. Em países desenvolvidos, as pessoas frequentemente usam redes de banda larga fixa e móvel. Em países em desenvolvimento, a banda larga móvel é frequentemente o único método de acesso disponível.

### Divisão de largura de banda
Tradicionalmente, a exclusão é medida em termos do número existente de assinaturas e dispositivos digitais ("tenho e não tenho assinaturas"). Estudos recentes mediram a exclusão digital não em termos de dispositivos tecnológicos, mas em termos da largura de banda existente por indivíduo (em kilobits por segundo per capita). A exclusão digital em kilobits por segundo não está diminuindo monotonicamente, mas reabre a cada nova inovação. Por exemplo, "a difusão massiva da  Internet de banda estreita e telefones móveis durante o final dos anos 1990" aumentou a desigualdade digital, bem como "a introdução inicial de DSL de banda larga e modems a cabo durante 2003 e 2004 aumentou os níveis de desigualdade". Isso ocorre porque um novo tipo de conectividade nunca é introduzido de forma instantânea e uniforme para a sociedade como um todo de uma vez, mas se difunde lentamente através das redes sociais.  Em meados dos anos 2000, a capacidade de comunicação era distribuída de maneira mais desigual do que no final dos anos 1980, quando existiam apenas telefones fixos. O aumento mais recente na igualdade digital decorre da difusão massiva das mais recentes inovações digitais (ou seja, infraestruturas de banda larga fixa e móvel, por exemplo, 3G e fibra óptica FTTH).  O acesso à Internet em termos de largura de banda está distribuído de forma mais desigual em 2014 do que em meados da década de 1990.

### Acesso rural
Um dos grandes desafios para o acesso à Internet, em geral, e para o acesso à banda larga (em particular) é atender à clientes potenciais em áreas de baixa densidade populacional, como agricultores, pecuaristas e pequenas cidades. Em cidades onde a densidade populacional é alta, é mais fácil para um provedor de serviços recuperar os investimentos relacionados ao equipamento, mas cada cliente em áreas (zonas) rurais pode, em alguns casos, precisar de equipamentos de alto custo para se conectar. Em 2010, enquanto 66% dos americanos tinham uma conexão de acesso à Internet , esse número era de apenas 50% nas áreas rurais (de acordo com o Pew Internet and american life project). A Virgin Media anunciou em mais de 100 cidades em todo o Reino Unido "de Cwmbran a Clydebank "que têm acesso ao serviço de 100 megabits por segundo.
Os provedores de serviços de Internet sem fio (WISPs) estão se tornando rapidamente uma opção de banda larga popular para áreas rurais. Os requisitos de linha de visão da tecnologia podem dificultar a conectividade em algumas áreas com terrenos montanhosos e densamente foliados. No entanto, o projeto Tegola, um piloto de sucesso na remota Escócia, demonstra que o wireless pode ser uma opção viável.
A iniciativa "banda larga para a zona rural da Nova Scotia"  é o primeiro programa na América do Norte à garantir acesso à "100% dos endereços cívicos" em uma região. É baseado na tecnologia 
Motorola Canopy. Em novembro de 2011, menos de 1000 famílias relataram problemas de acesso. Esperava-se que a implantação de uma nova rede celular por um provedor Canopy (Eastlink) fornecesse a alternativa de serviço 3G/4G, possivelmente à uma taxa especial não medida, para áreas mais difíceis de servir pelo Canopy.
Na Nova Zelândia, um fundo foi formado pelo governo para melhorar a banda larga rural e a cobertura de telefonia móvel. As propostas atuais incluem: (a) estender a cobertura de fibra e atualizar o cobre para suportar VDSL, (b) enfocar na melhoria da cobertura da tecnologia de telefonia celular, ou (c) sem fio regional.
Vários países começaram a implementar redes de acesso híbrido para fornecer serviços de acesso à Internet mais rápidos em áreas rurais, permitindo que as operadoras de rede combinem com eficiência suas redes xDSL e LTE.

### Acesso como um direito civil ou humano
As ações, declarações, opiniões e recomendações descritas a seguir levaram à sugestão de que o próprio acesso à Internet é, ou deveria se tornar, um direito civil ou talvez humano.
Vários países adotaram leis exigindo que o estado trabalhe para garantir que o acesso à Internet esteja amplamente disponível ou evitando que o estado restrinja injustificadamente o acesso de um indivíduo às informações e à Internet:
- Costa Rica: Uma decisão de 30 de julho de 2010 da Suprema Corte da Costa Rica declarou: "Sem medo de equívocos, pode-se dizer que essas tecnologias (tecnologia da informação e comunicação) impactaram a forma como os humanos se comunicam, mundialmente facilitando a conexão entre pessoas e instituições e eliminando barreiras de espaço e tempo. Neste momento, o acesso à essas tecnologias torna-se uma ferramenta básica que facilita o exercício dos direitos fundamentais, a participação democrática (e-democracia), o controle cidadão, a educação, a liberdade de pensamento e expressão, acesso à informações e serviços públicos  on-line, o direito de se comunicar eletronicamente com o governo e a transparência administrativa, entre outros. Isso inclui o direito fundamental de acesso à essas tecnologias, em particular, o direito de acesso à  Internet ou à World Wide Web. "[123]
- Espanha: A partir de 2011, a Telefónica, o antigo monopólio estatal que detém o contrato de "serviço universal" do país, deve garantir a oferta de banda larga, de pelo menos um megabyte por segundo, à preços "razoáveis" em toda a Espanha.[124]
- Estônia: Em 2000, o parlamento lançou um programa massivo para expandir o acesso ao campo. A Internet, argumenta o governo, é essencial para a vida no século 21.[125]
- Finlândia: Em julho de 2010, todas as pessoas na Finlândia deveriam ter acesso à uma conexão de banda larga de um  megabit por segundo, de acordo com o ministério dos transportes e comunicações. E em 2015, acesso à uma conexão de 100 megabits por segundo.[126]
- França: Em junho de 2009, o Conselho Constitucional, a mais alta corte da França, declarou o acesso à Internet como um direito humano básico em uma decisão fortemente formulada que derrubou partes da lei Hadopi, uma lei que rastrearia abusadores e, sem judicial revisão, cortou automaticamente o acesso à rede para aqueles que continuaram a fazer download de material ilícito após dois avisos.[127]
- Grécia: O artigo 5A da constituição da Grécia afirma que todas as pessoas têm o direito de participar da sociedade da informação e que o Estado tem a obrigação de facilitar a produção, a troca, a difusão e o acesso às informações transmitidas eletronicamente.[128]

Em dezembro de 2003, a Cúpula Mundial sobre a Sociedade da Informação (WSIS) foi convocada sob os auspícios das Nações Unidas. Após longas negociações entre governos, empresas e representantes da sociedade civil, a declaração de princípios da CMSI (WSIS) foi adotada reafirmando a importância da sociedade da informação para manter e fortalecer os direitos humanos:

1. Nós, os representantes dos povos do mundo, reunidos em Genebra de 10 à 12 de dezembro de 2003 para a primeira fase da Cúpula Mundial sobre a Sociedade da Informação, declaramos nosso desejo e compromisso comuns de construir uma Sociedade da Informação centrada nas pessoas, inclusiva e orientada para o desenvolvimento, onde todos podem criar, acessar, utilizar e compartilhar informações e conhecimentos, permitindo que indivíduos, comunidades e povos atinjam seu pleno potencial na promoção de seu desenvolvimento sustentável e na melhoria de sua qualidade de vida, com base nos propósitos e princípios da Carta das Nações Unidas e, integralmente, respeitando e defendendo a Declaração Universal dos Direitos do Homem.
3. Reafirmamos a universalidade, indivisibilidade, interdependência e inter-relação de todos os direitos humanos e liberdades fundamentais, incluindo o direito ao desenvolvimento, conforme consagrado na Declaração de Viena. Reafirmamos também que a democracia, o desenvolvimento sustentável e o respeito pelos direitos humanos e liberdades fundamentais, bem como a boa governança em todos os níveis, são interdependentes e se reforçam mutuamente. Além disso, decidimos fortalecer o Estado de Direito em assuntos internacionais e nacionais.
A declaração de princípios da CMSI (WSIS) faz referência específica à importância do direito à liberdade de expressão na "Sociedade da Informação" ao declarar:
4. Reafirmamos, como fundamento essencial da Sociedade da Informação, e conforme delineado no artigo 19 da  Declaração Universal dos Direitos Humanos, que toda pessoa tem direito à 
liberdade de opinião e expressão e que este direito inclui a liberdade de, sem interferência, ter opiniões e de buscar, receber e transmitir informações e idéias por qualquer meio e independentemente de fronteiras. A comunicação é um processo social fundamental, uma necessidade humana básica e a base de toda organização social. É fundamental para a Sociedade da Informação. Todos, em todos os lugares, devem ter a oportunidade de participar e ninguém deve ser excluído dos benefícios das ofertas da Sociedade da Informação.
Uma pesquisa com 27.973 adultos em 26 países, incluindo 14.306 usuários da Internet, realizada para o Serviço Mundial da BBC entre 30 de novembro de 2009 e 7 de fevereiro de 2010 descobriu que quase quatro em cada cinco usuários e não usuários da Internet em todo o mundo sentiram que o acesso à Internet era um direito fundamental. 50% concordaram totalmente, 29% concordaram parcialmente, 9% discordaram parcialmente, 6% discordaram totalmente e 6% não deram opinião.
As 88 recomendações feitas pelo relator especial sobre a promoção e proteção do direito à liberdade de opinião e expressão em um relatório de maio de 2011 ao conselho de direitos humanos da Assembleia Geral das Nações Unidas incluem várias que tratam da questão do direito ao acesso à Internet:
67. Ao contrário de qualquer outro meio, a Internet permite que os indivíduos busquem, recebam e transmitam informações e idéias de todos os tipos de forma instantânea e econômica através das fronteiras nacionais. Ao expandir amplamente a capacidade dos indivíduos de desfrutarem de seu direito à liberdade de opinião e expressão, que é um "facilitador" de outros direitos humanos, a Internet impulsiona o desenvolvimento econômico, social e político e contribui para o progresso da humanidade como um todo. Nesse sentido, o relator especial incentiva outros detentores de mandatos de procedimentos especiais à se engajarem na questão da Internet com relação à seus mandatos específicos.
78. Embora as medidas de bloqueio e filtragem neguem aos usuários o acesso à um conteúdo específico na Internet, Estados também tomaram medidas para cortar totalmente o acesso à Internet. O relator especial considera que cortar o acesso dos usuários à Internet, independentemente da justificativa fornecida, inclusive com base na violação da lei de direitos de propriedade intelectual, é desproporcional e, portanto, uma violação do artigo 19, parágrafo 3, do Pacto Internacional sobre direitos civis e políticos.
79. O relator especial apela à todos os Estados para que garantam que o acesso à Internet seja mantido em todos os momentos, inclusive durante períodos de agitação política.
85. Dado que a Internet se tornou uma ferramenta indispensável para a realização de uma série de direitos humanos, combatendo a desigualdade e acelerando o desenvolvimento e o progresso humano, garantir o acesso universal à Internet deve ser uma prioridade para todos os Estados. Cada Estado deve, portanto, desenvolver uma política concreta e eficaz, em consulta com indivíduos de todos os setores da sociedade, incluindo o setor privado e ministérios governamentais relevantes, para tornar o acesso à Internet amplamente disponível, acessível e barato à todos os segmentos da população.

### Neutralidade da rede
A neutralidade da rede (também neutralidade da Internet ou igualdade da rede) é o princípio de que os provedores de serviços de Internet e os governos devem tratar todos os dados da Internet igualmente, não discriminando ou cobrando diferentemente por usuário, conteúdo, site, plataforma, aplicativo, tipo de equipamento conectado ou modo de comunicação. Os defensores da neutralidade da rede levantaram preocupações sobre a capacidade dos provedores de banda larga de usar sua infraestrutura de última milha para bloquear aplicativos e conteúdo da Internet (por exemplo, sites, serviços e protocolos) e até mesmo bloquear concorrentes. Os oponentes afirmam que os regulamentos de neutralidade da rede impediriam o investimento em melhorar a infraestrutura de banda larga e tentar consertar algo que não está quebrado. Em abril de 2017, uma tentativa recente de comprometer a neutralidade da rede nos Estados Unidos está sendo considerada pelo recém-nomeado presidente da FCC, Ajit Varadaraj Pai. A votação sobre a abolição ou não da neutralidade da rede foi aprovada em 14 de dezembro de 2017 e terminou em uma divisão de 3-2 a favor da abolição da neutralidade da rede.

## Os desastres naturais e o acesso
Os desastres naturais afetam profundamente o acesso à  Internet. Isso é importante, não apenas, para as empresas de telecomunicações que possuem as redes e os negócios que as utilizam, mas também para a equipe de emergência e para os cidadãos deslocados. A situação se agrava quando hospitais ou outros edifícios necessários à resposta à desastres perdem sua conexão. O conhecimento obtido com o estudo de interrupções do acesso à Internet por desastres naturais anteriores pode ser usado no planejamento ou na recuperação. Além disso, devido à desastres naturais  (e também os causados pelo homem), estudos de resiliência de rede estão sendo conduzidos para evitar interrupções em grande escala.
Uma das maneiras pelas quais os desastres naturais afetam a conexão com a Internet é danificando as sub-redes finais (subnets), tornando-as inacessíveis. Um estudo sobre redes locais após o furacão Katrina descobriu que 26% das sub-redes dentro da cobertura da tempestade estavam inacessíveis. No pico de intensidade do furacão Katrina, quase 35% das redes no Mississippi ficaram sem energia, enquanto cerca de 14% das redes da Louisiana foram interrompidas. Dessas sub-redes inacessíveis, 73% foram interrompidas por quatro semanas ou mais e 57% estavam nas “bordas da rede onde organizações de emergência importantes, como hospitais e agências governamentais, estão localizadas principalmente”. Danos extensos à infraestrutura e áreas inacessíveis foram duas explicações para o longo atraso no retorno do serviço. A empresa Cisco revelou um veículo de resposta à emergências de rede  (NERV), um caminhão que torna as comunicações portáteis possíveis para equipes de resposta à emergências, apesar do acesso através das redes tradicionais serem interrompidas.
Uma segunda maneira que os desastres naturais destroem a conectividade da Internet é danificando os cabos submarinos (cabos de fibra óptica colocados no fundo do oceano que fornecem conexão internacional com a Internet). Uma sequência de terremotos submarinos cortou seis, de sete, cabos internacionais conectados à  Taiwan e causou um tsunami que eliminou uma de suas estações terrestres de cabos. O impacto desacelerou e, em alguns casos, desabilitou a conexão com a  Internet por cinco dias dentro da região Ásia-Pacífico, bem como entre a região e os Estados Unidos e a Europa.
Com o aumento da popularidade da computação em nuvem, a preocupação sobre o acesso à dados hospedados em nuvem em caso de desastre natural cresceu. A Amazon Web Services (AWS) esteve nas notícias relacionadas às grandes interrupções de rede em abril de 2011 e junho de 2012. A AWS, como outras empresas de hospedagem na nuvem, se prepara para interrupções típicas e desastres naturais em larga escala com poder de backup e centro de dados de backup em outros locais. A AWS divide o globo em cinco regiões e, em seguida, divide cada região em zonas de disponibilidade. Uma central de dados em uma zona de disponibilidade deve ser feita de
backup por uma central de dados em uma zona de disponibilidade diferente. Teoricamente, um desastre natural não afetaria mais de uma zona de disponibilidade. Essa teoria se desenrola, desde que o erro humano não seja adicionado à mistura. A principal tempestade de junho de 2012 apenas desabilitou a  central de dados principal, mas o erro humano desabilitou os backups secundários e terciários, afetando empresas como Netflix, Pinterest, Reddit e Instagram.

## Proliferação do uso
A utilização da Internet ao redor do mundo proliferou-se rapidamente desde a última década, apesar de que a taxa de crescimento parece ter diminuído após 2000. Com a saturação do mercado, a fase de crescimento veloz está acabando em países industrializados, mas continua à se espalhar na Ásia, na África, na América Latina, no Caribe e no Oriente Médio. Por exemplo, o programa PC Conectado ajudou a indústria a crescer no Brasil.
Por mais que pareça que todos os habitantes do planeta estão conectados por meio da Internet, ainda há países com acesso restrito ou nenhum acesso à rede mundial de computadores. De acordo com uma pesquisa realizada pelo projeto GEONET da universidade de Oxford há 28 países desconectados, esse grupo de países fazem parte do chamado "arquipélago da desconexão", segundo a pesquisa.
O continente africano abriga o maior número de áreas sem conexão com o mundo digital, mais precisamente na parte sul do deserto do Saara, a questão geográfica pode ser um dos fatores que dificultam o acesso à rede mundial de computadores, o que não é o caso da Coreia do Norte, onde o acesso à Internet não se deve a questões geográficas, mas sim a proibição do governo. Existe, neste país uma internet própria, com serviços de e-mail e alguns sites, no entanto, os cidadãos são privados do acesso à redes sociais, por exemplo. Outras questões que embargam o acesso à  Internet são as questões ligadas ao desenvolvimento econômico e tecnológico, é o caso das regiões como o Congo e a Etiópia, onde o acesso é bastante restrito devido à essas problemáticas citadas.

### Controle do acesso àInternet
No Brasil, foi discutido em 2006 a aprovação de um projeto de lei para controlar o acesso à Internet. Esse projeto de lei foi muito criticado, sob a alegação de que ele estaria na contramão da democratização do acesso à Internet, ou inclusão digital, pretendida pelo governo.